# 김인승 (밀정)
김인승(金麟昇, ? ~ ?)은 강화도 조약 체결 당시 일본 외무성에 고용되어 불평등 조약 체결에 도움을 준 조선 말기의 인물이다. 근대적 의미의 ‘친일파 제1호’로 불리고 있다.

## 생애
러시아의 연해주와 맞닿아 있는 함경북도 경흥군 출생이다. 양반 출신으로 한학을 익혔다는 것 외에는 성장 과정에 대해서는 잘 알려져 있지 않다.
1869년 러시아 지역으로 이주하여 조선인 유민들을 대상으로 한학을 가르치다가 일본인과 사귀면서 1875년 일본 정부의 외국인 고문으로 채용되어 일본을 돕게 되었다. 일본은 이 무렵 외국인 고문들을 다수 채용하여 팽창 정책에 활용하고 있었다. 김인승도 고문으로 채용되어 계약 기간 동안 일급을 받으며 조선 지도의 제작에 도움을 주고 조선의 사정 등을 알려주었다.
그해 운요호 사건이 일어나면서 6개월 후인 1876년 초 불평등 조약인 강화도 조약이 체결되었는데, 김인승은 강화도 조약 체결 시에 일본 공사인 구로다 기요타카(일본어: 黑田淸隆) 일행과 동행하였다. 조약 체결 후에는 일본을 거쳐 러시아로 돌아가 활동 기간은 그리 길지 않았다.
2002년 민족정기를 세우는 국회의원모임이 선정한 친일파 708인 명단 중 밀정 부문에 포함되었다.

## 참고자료
- 정운현 (1999년 7월 28일). 〈강화도조약 체결을 도운 조선인 - '친일파 1호' 김인승〉. 《나는 황국신민이로소이다》. 서울: 개마고원. ISBN 978-89-85548-46-5.
- 정운현 (2004년 2월 2일). “강화도조약 체결 때 일 외무성 첩자 활동 - [특별기획-미리보는 친일인명사전 1] '친일파 1호' 김인승”. 오마이뉴스. 2008년 5월 24일에 확인함. |제목=에 지움 문자가 있음(위치 26) (도움말)